# Ceuta (Sinaloa)
Ceuta es un pueblo del sur del estado de Sinaloa, México. Se ubica en el municipio de Elota, en la costa del mar de Cortés, a 80 km al norte de Mazatlán, 120 km al sur de Culiacán, 7 km de La Cruz de Elota, y tan solo 2 km de la playa de mismo nombre y 2 km de la Maxipista Culiacán-Mazatlán.
Cada año cientos de tortugas llegan a las playas de Ceuta a desovar, razón por la cual desde el año 1976 funciona allí un campamento de protección de este quelonio, respaldado por la Universidad Autónoma de Sinaloa que, además de proteger esta especie en peligro de extinción, sirve de centro educativo infantil donde se aprende sobre la vida entera de la tortuga, desde el desove hasta el momento en que los propios niños liberan a las pequeñas tortugas.
Tiene una categoría de reserva Regional (2002). Es visitado por más de 20 mil aves playeras cada año, y tiene una extensión de 1,500 hectáreas (3,706 acres)
Esta región contiene uno de los valles más ricos para la agricultura, es muy amplio hablando de extensión territorial dentro del municipio de Elota ya que abarca varias poblaciones importantes entre las que destaca la cabecera municipal. En estas tierras se siembra tomate, variedades de chiles y pepino que son exportadas a Estados Unidos. Se encuentra en la zona de riego conocida mejor por el "Proyecto Elota-Piaxtla" de la Secretaría de Agricultura, Ganadería, Desarrollo Rural, Pesca y Alimentación (Sagarpa), que consiste en una mejor organización de la agricultura, ganadería, pesca, pueblos rurales, para mejorar la calidad de vida de la gente que vive de estos recursos. Este proyecto se llama así ya que en esta región la mayoría de estas personas su sustento económico lo obtienen de la agricultura, ganadería, pesca, minería entre otros, comprendidos entre los ríos de Elota en el municipio de Elota y Cosalá y el río Piaxtla municipio de San Ignacio, siendo la ciudad de La Cruz sede las oficinas centrales de este proyecto.